# Grabovac, Trstenik
Grabovac (izvirno srbsko Грабовац) je naselje v Srbiji, ki upravno spada pod Občino Trstenik; slednja pa je del Rasinskega upravnega okraja.

## Demografija
V naselju živi 99 polnoletnih prebivalcev, pri čemer je njihova povprečna starost 43,4 let (41,5 pri moških in 46,0 pri ženskah). Naselje ima 39 gospodinjstev, pri čemer je povprečno število članov na gospodinjstvo 3,21.
To naselje je, glede na rezultate popisa iz leta 2002, večinoma srbsko.
|  |

| Demografija | Demografija     | Demografija     |
| Leto        | Št. prebivalcev | Št. prebivalcev |
| ----------- | --------------- | --------------- |
|             |                 |                 |
|             |                 |                 |
|             |                 |                 |
|             |                 |                 |
| 1948        | 634             |                 |
| 1953        | 679             |                 |
| 1961        | 798             |                 |
| 1971        | 1168            |                 |
| 1981        | 1465            |                 |
| 1991        | 119             | 119             |
| 2002        | 125             | 125             |
|             |                 |                 |

| Etnična sestava po popisu iz leta 2002 | Etnična sestava po popisu iz leta 2002 | Etnična sestava po popisu iz leta 2002 | Etnična sestava po popisu iz leta 2002 | Etnična sestava po popisu iz leta 2002 |
| -------------------------------------- | -------------------------------------- | -------------------------------------- | -------------------------------------- | -------------------------------------- |
| Srbi                                   | Srbi                                   |                                        | 123                                    | 98,4%                                  |
| Neznano                                | Neznano                                |                                        | 2                                      | 1,6%                                   |